# きらケア
きらケアは、レバレジーズグループの関連子会社レバレジーズメディカルケアが運営する介護特化型求人情報サイト。

## サイト
きらケア
介護業界の求人・転職サイト
きらっこノート
介護に関わる人を対象とした情報サイト

## 沿革
- 2016年
  - 4月19日 - きらケアオープン[2]
  - 5月17日 - きらッコノートオープン[3]